# Simeto (grano)
Il grano Simeto (Triticum turgidum L.var.durum) è una varietà moderna di grano duro molto produttiva derivante da incrocio, rilasciata nel 1988, ha un'altezza compresa tra 70-100 cm.

## Storia
Fu studiata nella Stazione sperimentale di grano duro di Caltagirone, partendo dalla varietà Capeiti8 e Valnova.
Il simeto a partire del 1994 sostituì velocemente il Creso come grano di maggior utilizzo. Nel 2003 in Italia, primo insieme ad altre 9 varietà, copriva il 70% dell’intera superficie coltivata a grano duro.

## Caratteristiche
Le foglie sono generalmente di colore verde e ricoperte da una peluria biancastra. Le spighe sono molto regolari, a forma di barca e hanno un colore giallo oro. La granella è molto attaccata alle glume, ciò evita dispersioni, come invece accade nel Russello. Infine le cariossidi hanno una forma perfetta, per evitare intasamenti nel gruppo trebbiante. Il culmo presenta molti internodi vuoti, ed essi sono molto flessibili, questa è un’altra caratteristica che evita problemi durante la meccanizzazione, sia nella trebbiatura che nel processo di impallo della paglia. Ha un'ottima resa agronomica se opportunamente concimato.
Inoltre, è una varietà precoce, di media altezza, caratterizzata da un elevato contenuto proteico, un alto indice di giallo e una resistenza agli stress abiotici stretta, elevate temperature nel periodo primaverile ed estivo. 
Ha ottimo indice proteico ed indice di glutine.
Questa varietà mostra una minore sensibilità all'O3, cosa che rappresenta un vantaggio nel ridurre l'impatto degli episodi di picco dell'ozono sulla produzione di grano, episodi causa di lesioni necrotiche bifacciali sulle foglie; ciò a conseguenza del maggior accumulo di composti fenolici ad azione protettiva.